# Dyego Sousa
Dyego Wilverson Ferreira Sousa, mais conhecido apenas como Dyego Sousa (São Luís, 14 de setembro de 1989), é um futebolista brasileiro naturalizado português que atua como centroavante. Atualmente joga no Almería.

## Seleção Nacional
No dia 15 de março de 2019, Dyego Sousa foi convocado para representar a Seleção Portuguesa nas Eliminatórias para a Euro 2020. Ainda em 2019, sagrou-se campeão da Liga das Nações da UEFA no dia 9 de junho.

## Títulos
Seleção Portuguesa
- Liga das Nações da UEFA: 2018–19